# Cycnia
Cycnia é um gênero de traça pertencente à família Arctiidae.